# Hozaki Sunao
Hozaki Sunao (保崎 淳 Hozaki Sunao, sinh ngày 14 tháng 3 năm 1987 ở Saitama) là một cầu thủ bóng đá người Nhật Bản thi đấu cho SC Sagamihara.

## Thống kê sự nghiệp
Cập nhật đến ngày 23 tháng 2 năm 2017.
| Thành tích câu lạc bộ | Thành tích câu lạc bộ | Thành tích câu lạc bộ | Giải vô địch | Giải vô địch | Cúp                   | Cúp                   | Tổng cộng | Tổng cộng |
| Mùa giải              | Câu lạc bộ            | Giải vô địch          | Số trận      | Bàn thắng    | Số trận               | Bàn thắng             | Số trận   | Bàn thắng |
| Nhật Bản              | Nhật Bản              | Nhật Bản              | Giải vô địch | Giải vô địch | Cúp Hoàng đế Nhật Bản | Cúp Hoàng đế Nhật Bản | Tổng cộng | Tổng cộng |
| --------------------- | --------------------- | --------------------- | ------------ | ------------ | --------------------- | --------------------- | --------- | --------- |
| 2009                  | Mito HollyHock        | J2 League             | 39           | 2            | 1                     | 0                     | 40        | 2         |
| 2010                  | Mito HollyHock        | J2 League             | 23           | 1            | 2                     | 1                     | 25        | 2         |
| 2011                  | Mito HollyHock        | J2 League             | 24           | 1            | 1                     | 0                     | 25        | 1         |
| 2012                  | Thespakusatsu Gunma   | J2 League             | 10           | 0            | 0                     | 0                     | 10        | 0         |
| 2013                  | Thespakusatsu Gunma   | J2 League             | 25           | 0            | 0                     | 0                     | 25        | 0         |
| 2014                  | Zweigen Kanazawa      | J3 League             | 29           | 1            | 2                     | 0                     | 31        | 1         |
| 2015                  | Suzuka Unlimited FC   | JRL                   | 12           | 0            | -                     | -                     | 12        | 0         |
| 2016                  | SC Sagamihara         | J3 League             | 19           | 2            | –                     | –                     | 19        | 2         |
| Tổng cộng sự nghiệp   | Tổng cộng sự nghiệp   | Tổng cộng sự nghiệp   | 181          | 7            | 6                     | 1                     | 187       | 8         |